# Stefan Marinow
Stefan Marinow (bulgarisch Стефан Маринов; * 1931 in Sofia; † 15. Juli 1997 in Graz, Suizid) war ein bulgarischer Physiker. Er gründete das Institute of Fundamental Physics in Graz. Er stellte viele unkonventionelle Theorien auf und führte ebenso unkonventionelle Experimente durch.
Seine Ergebnisse sind in der akademischen Physik nicht anerkannt, er konnte sie auch nur selten in physikalischen Fachjournalen, die dem Peer-Review unterliegen, veröffentlichen. Stattdessen publizierte er u. a. in Galilean Electrodynamics, einem Sammelbecken der Kritiker der Relativitätstheorie.

## Entdeckungen und Theorien
Er vertrat eine Variante der Skalarwellentheorie, nach der das magnetische Feld aus zwei Komponenten bestehe: einer skalaren und einer vektoriellen Komponente.
Er behauptete die erfolgreiche Konstruktion eines Motors (Marinow-Motor) auf Basis dieser Theorie, dieses Ergebnis konnte aber nicht reproduziert werden. Der Motor bestand aus einem geschlossenen ringförmigen Kabel um zwei Permanentmagneten, die so angeordnet waren, dass ihre Felder sich gegenseitig neutralisieren sollten (Nordpol des einen Magneten am Südpol des anderen). Fließt durch den Kabelring ein Strom, so sollte der Ring entgegen den physikalischen Gesetzmäßigkeiten zu rotieren beginnen.
Er ist auch der Urheber der MAGVID-Konstruktion (Magnetic Vortex Hyper-Ionization Device).
Marinow meinte Messmethoden gefunden zu haben, um die Relativgeschwindigkeit von Körpern gegenüber einem Hintergrund oder „Äther“ festzustellen, und maß damit 1979 in Brüssel eine von ihm angenommene relative Erdgeschwindigkeit von 360 km/s (±30 km/s). Er ist auch überzeugt, Änderungen der Lichtgeschwindigkeit gemessen zu haben.

## Rezeption
- Im Rahmen des Steirischen Herbsts 2023 „Humans and Demons“ wird vom  21. September bis 15. Oktober die Ausstellung Villa Perpetuum mobile – Stefan Marinovs Nachlass im Forum Stadtpark gezeigt, gestaltet von fünf Künstlern. Marinov wird als „Dissident an mehreren Fronten … Physiker, Dichter und zeitweilige Psychiatriepatient“ bezeichnet. Der damalige Slawistikstudent Herwig G. Höller rettete einen Teil des Werks und der Korrespondenz von Marinov.[1]